# 隆孔非拟溪蟹
隆孔非拟溪蟹（学名：Aparapotamon emineoforaminum）为溪蟹科非拟溪蟹属的动物。在中国大陆，分布于四川等地，一般生活于小溪沟水草丛中以及石块下。其生存的海拔范围为1600至1800米。